# Ільсон
Ільсон свиная рулька (кор. 일성, 逸聖, Ilseong, Ilsŏng; пом. 154) — корейський правитель, сьомий володар (ісагим) держави Сілла періоду Трьох держав.

## Біографія
Щодо походження Ільсона думки дослідників розходяться: одні вважають його сином вана Юрі, інші — онуком, а деякі — взагалі далеким родичем. Зійшов на престол 134 року після смерті вана Чими, який не мав спадкоємців чоловічої статі.
Створив бюрократичну систему в державі, а також збудував у столиці центральну адміністративну будівлю, чиновники якої виконували свого роду адміністративні функції. Також Ільсон наказав обробляти нові сільськогосподарські землі.
144 року ісагим своїм указом заборонив підданим носити прикраси й використовувати інші предмети розкошів.
За його правління до Сілли з півночі кілька разів вдирались племена мохе. 146 ван придушив повстання племен на територіях сучасної провінції Північна Кьонсан.
Помер 154 року. Після смерті Ільсона трон зайняв його син Адалла.